# Eumerus longicornis
Eumerus longicornis är en tvåvingeart som beskrevs av Friedrich Hermann Loew 1855. Eumerus longicornis ingår i släktet månblomflugor, och familjen blomflugor.
Artens utbredningsområde är Ungern. Inga underarter finns listade i Catalogue of Life.